# Dansk Folkeforening
Dansk Folkeforening var en dansk politisk förening. 
Dansk Folkeforening stiftades i januari 1865 som efterföljare till den i mars 1864 bildade Martsforeningen och som organisation för De Nationalliberale. Huvudföreningen fanns i Köpenhamn, men filialer runt omkring i Danmark; föreningen försökte genom föredrag och småskrifter stärka den nationella andan och medvetenheten samt upprätthålla förbindelsen med de danska slesvigarna och värna folkfriheten. Den stod i öppen motsats mot Augustforeningen på ena sidan och Bondevennernes selskab på den andra. Orla Lehmann var dess ordförande; efter hans död och fransk-tyska krigets oväntade utgång självdog den.